# Hanns Lilje

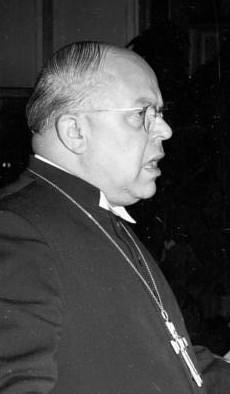
Hanns Lilje (1953)

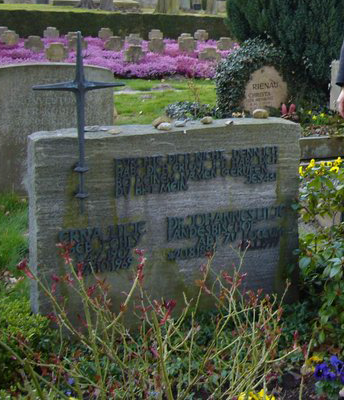
Das Grab von Hanns Lilje und seiner Ehefrau Erna geborene Fehly auf dem Friedhof von Kloster Loccum

Johannes Ernst Richard „Hanns“ Lilje (* 20. August 1899 in Hannover; † 6. Januar 1977 ebenda) war ein deutscher evangelisch-lutherischer Theologe, Kunsthistoriker, Landesbischof der Evangelisch-lutherischen Landeskirche Hannovers und stellvertretender Ratsvorsitzender der Evangelischen Kirche in Deutschland (EKD).

## Leben
Lilje wuchs in einem erwecklich geprägten Haushalt als Sohn des Diakons der Apostelgemeinde, Theodor Lilje, auf. Nach dem Abitur an der Leibnizschule Hannover leistete Hanns Lilje 1917 und 1918 Kriegsdienst an der Westfront, wo er mit dem Eisernen Kreuz 2. Klasse ausgezeichnet wurde. Nach seiner Rückkehr studierte er Theologie und Kunstgeschichte in Göttingen und Leipzig. In Göttingen hörte er bei Alfred Bertholet, Carl Stange, Karl Barth und Emanuel Hirsch, in Leipzig u. a. bei Ludwig Ihmels und Ernst Sommerlath. 1924 ging er ins Predigerseminar nach Loccum und wurde am 28. November 1924 zum evangelischen Hirtenamt ordiniert. Von 1925 bis 1927 war er Studentenpfarrer an der Technischen Hochschule Hannover, 1927 bis 1935 Generalsekretär der Deutschen Christlichen Studentenvereinigung und 1935 bis 1945 Generalsekretär des Lutherischen Weltkonvents. Mit einer Doktorarbeit zu Martin Luthers Geschichtsanschauung wurde er 1932 bei Fritz Blanke in Zürich zum Dr. theol. promoviert. Im selben Jahr wurde er Vizepräsident des Christlichen Studenten-Weltbundes.
Lilje sah die Regierungsbeteiligung durch die Nationalsozialisten voraus und stand ihr zunächst positiv gegenüber. Er schrieb: „Es ist mit großer Bestimmtheit zu erwarten, dass der Nationalsozialismus noch im Laufe dieses Jahres, vermutlich schon im Frühjahr, in irgendeiner Form an der Regierung beteiligt wird. Die Frage, ob das wünschenswert ist, ist mit Ja zu beantworten.“ Die Machtübernahme der NSDAP im Frühjahr 1933 begrüßte er als „neuen deutschen Morgen“, von dem er fälschlicherweise eine Übereinstimmung mit dem Ruf der Kirche „Zurück zu Christus“ annahm.
Als sich abzeichnete, dass die Nationalsozialisten die Gleichschaltung der Kirchen durch die Glaubensbewegung Deutsche Christen anstrebten, relativierte er seine Meinung und wurde Mitbegründer der Jungreformatorischen Bewegung. Am 9. Mai 1933 trat er zusammen mit Walter Künneth auf einer Pressekonferenz an die Öffentlichkeit und gab den Gründungsaufruf bekannt. Den Aufruf zur Sammlung unterschrieben viele Theologen unterschiedlicher Richtungen, später traten auch Dietrich Bonhoeffer und Martin Niemöller bei.
1941 veröffentlichte er den auch als separate Schrift verbreiteten Aufsatz „Der Krieg als geistige Leistung“. Seit ihrer Wiederentdeckung im Umfeld des 14. Deutschen Evangelischen Kirchentags 1969 in Stuttgart ist sie als religiöse Verherrlichung des Kriegserlebnisses kritisiert worden, weil sie das „Opfer“ des Soldaten mit dem Opfer Jesu am Kreuz gleichsetze. In der Schrift hieß es u. a.: „Es muss nicht nur auf den Koppelschlössern der Soldaten, sondern in Herz und Gewissen stehen: Mit Gott! Nur im Namen Gottes kann man dies Opfer legitimieren“. Lilje verteidigte sich in seiner 1973 erschienenen Autobiographie damit, es sei ihm „selbstverständlich nicht um eine Verherrlichung des Krieges und schon gar nicht des von den Nationalsozialisten entfesselten Krieges gegangen“; seine Absicht, ebenso wie die eines Aufsatzes von Alfred Delp unter dem identischen Titel, sei es gewesen, „dem Mann, der schicksalshaft in das Kriegsgeschehen verwickelt war, geistige Hilfestellung zum Bestehen dieser Situation anzubieten.“
Lilje war seit seiner Tätigkeit in Berlin mit dem leitenden Mitarbeiter der Berliner Stadtmission und ihrem späteren Direktor (1945–1947), Pfarrer Hans Dannenbaum, freundschaftlich eng verbunden. Jahrelang beteiligte sich Lilje am Predigtdienst in der Stadtmissionskirche im Berliner Bezirk Kreuzberg, wo Dannenbaum hauptsächlich wirkte, und er betrachtete es als „geheimnisvolle Fügung“, dass er im Januar 1944 auf der Stadtmissionskanzel – unmittelbar vor der kriegsbedingten Zerstörung des Gebäudekomplexes „Am Johannistisch“ (Brachvogelstraße/Johanniterstraße) am 29. Januar – dort seine letzte Predigt über Psalm 73, Verse 16 und 17, halten konnte. Noch im selben Jahr 1944 bis 1945 saß Lilje wegen seiner seelsorgerlichen Kontakte zu Mitgliedern des Kreisauer Kreises in Gestapohaft in Berlin und Nürnberg. Später stellte er in seinem Buch Im finstern Tal die Umstände seines Prozesses vor dem Volksgerichtshof unter dem Vorsitzenden Richter Roland Freisler dar, bei dem er zu vier Jahren Haft verurteilt wurde.
Lilje wurde im Juli 1945 Oberlandeskirchenrat in Hannover sowie Mitglied des Rates der neugegründeten Evangelischen Kirche in Deutschland und gehörte im Oktober 1945 zu den Mitunterzeichnern des Stuttgarter Schuldbekenntnisses. Er setzte sich allerdings auch für verurteilte NS-Täter ein, darunter Massenmörder wie Paul Blobel und Franz Six, und forderte bald nach Kriegsende einen Schlussstrich in Sachen ‚Vergangenheitsbewältigung‘.
Seit 1947 war er Landesbischof der Evangelisch-lutherischen Landeskirche Hannovers und ebenfalls ab 1947 Mitglied des Exekutivkomitees des Lutherischen Weltbundes, seit 1948 Mitglied des Zentralkomitees des Weltrates der Kirchen und seit 1950 Abt des Klosters Loccum. Im selben Jahr und bis 1968 nutzte er das Dachenhausenpalais in Hannover als seinen Wohn- und Amtssitz.
1951 gehörte er mit Eberhard Müller und Reinold von Thadden zu den Gründern des Kronberger Kreises. Er gehörte auch zum Kreis der Sprecher der ARD-Sendung Das Wort zum Sonntag.
1949–1967 war er stellvertretender Ratsvorsitzender der EKD, von 1952–1957 Präsident des Lutherischen Weltbundes und von 1955 bis 1969 leitender Bischof der Vereinigten Evangelisch-Lutherischen Kirche Deutschlands (VELKD). Bis 1966 Mitglied des Präsidiums der Konferenz Europäischer Kirchen, seit 1961 Mitglied des Exekutivkomitees, seit 1968 Mitglied des Präsidiums des Ökumenischen Rates der Kirchen sowie von 1945 bis 1957 Präsident des Zentralausschusses für die Innere Mission.
Besonders aktiv war er auf dem Feld der Medienarbeit. So begründete er das Deutsche Allgemeine Sonntagsblatt und achtete auf eine „verstehbare Sprache“. Er predigte häufig im Rundfunk und organisierte Tagungen für Journalisten in Hermannsburg und Loccum. Seine Selbstdarstellung als Widerstandskämpfer in der Nähe zu Dietrich Bonhoeffer und anderen gegen den Nationalsozialismus brachte ihm weltweit Beachtung und Sympathie ein, war aber nicht durch sein Verhalten im Dritten Reich gedeckt und darum „höchst problematisch“. Ungewöhnlicherweise für einen evangelischen Bischof ließ er sich einen Bischofsring anfertigen und bestand auf die Anrede „Hochwürden“.
Lilje bekam Anfeindungen der DDR-Regierenden zu spüren, die ihn wegen seiner Zustimmung zur westdeutschen Wiederbewaffnung, die die bis 1961 gesamtdeutsche EKD anfangs ablehnte, als „NATO-Bischof“ denunzierten. Deshalb konnte er auch nicht Ratsvorsitzender der EKD werden. Im Frühjahr 1961 wäre er eigentlich der legitime Nachfolger von Bischof Otto Dibelius in dieser Funktion gewesen, was durch das Veto der Mitgliedskirchen aus der DDR verhindert wurde. An seiner Stelle wurde der Ostberliner Präses Kurt Scharf zum neuen Ratsvorsitzenden gewählt. Seinen Kredit hatte 
Lilje u. a. mit einem fragwürdigen „Spiegel“-Interview verspielt, in dem sein Verständnis dafür, wenn Ostdeutsche gegenüber DDR-Staatsfunktionären „zur Flinte greifen“, thematisiert wurde.
Im Alter von 77 Jahren starb Hanns Lilje Anfang 1977. Die Grabstätte befindet sich auf dem Klosterfriedhof in Rehburg-Loccum. Neben ihm ruht seine Frau Erna Lilje (geb. Fehly).

## Ehrungen
Hanns Lilje war elffacher Ehrendoktor. 1954 erhielt er das Große Bundesverdienstkreuz mit Stern und Schulterband des Bundesverdienstkreuzes, 1957 die Niedersächsische Landesmedaille und das Großkreuz des Bundesverdienstkreuzes. 1974 wurde er mit der Johann-Wolfgang-von-Goethe-Medaille der Alfred Toepfer Stiftung F.V.S. ausgezeichnet.
Der Rat der Stadt Hannover benannte 1978 den an der Westseite der Marktkirche gelegenen Platz „Am Markte“ in „Hanns-Lilje-Platz“ um. Außerdem ist er Namensgeber des Hanns-Lilje-Heims in Wolfsburg, des Hanns-Lilje-Hauses in Hannover, des Bischof-Lilje-Altenzentrums in Osnabrück, der 1989 gegründeten Hanns-Lilje-Stiftung sowie des Hanns-Lilje-Preises der Akademie der Wissenschaften zu Göttingen.

## Werke
- Das Technische Zeitalter (1928)
- Luthers Geschichtsanschauung (1932)
- Christus im deutschen Schicksal. Berlin: Furche 1933 (= Stimmen aus der deutschen christlichen Studentenbewegung 88)

Digitalisat, Landeskirchliches Archiv Stuttgart
- Mission als göttlicher Auftrag (1935)
- Bekenntnis und Bekennen. (= Bekennende Kirche 32) München: Kaiser 1935 (Digitalisat, Landeskirchliches Archiv Stuttgart)
- (als Hrsg.:) Der tägliche Gottesdienst. Alte und neue Gebete für jeden Tag. Berlin: Furche 1938
- Der Weg der Kirche Jesu Christi im Kriege (1939)
- Das Letzte Buch der Bibel (1940)
- Der Königspriester – Eine indische Novelle (geschrieben im Hausgefängnis der Gestapo Winter 1944/45)
- Der Krieg als geistige Leistung. (= Furche-Schriften 26) Berlin: Furche 1941
- Wanderer auf dem Wege (1946)
- Luther, Anbruch und Krise der Neuzeit (1946)
- Im finstern Tal (1947)
- Nihilismus (1947)
- Goethes Glauben (1949)
- Kirche und Politik (1951)
- Freiheit und Bindung in der Ordnung der Wirtschaft (1954)
- Christ in the world of labour (deutsch: Christus in der Arbeitswelt, 1954)
- Welt unter Gott, Rechenschaft einer Reise (1956)
- Kirche und Welt (1956)
- Die christlichen Grundlagen der Wirtschaftsgesinnung (1957)
- Der Autoritätsbegriff in der modernen Demokratie (1959)
- Christianity in a divided Europe (deutsch: Christentum im geteilten Europa, 1961)
- Leib-seelische Ganzheit (1961)
- Atheismus–Humanismus–Christentum (1962)
- Martin Luther, Eine Bildmonographie (1964)
- Begegnungen (Herausgeber; 1949)